# Stanley Lubungo
Stanley Lubungo, né en 1967, est un prêtre zambien, élu en 2016 supérieur général des Pères blancs.

## Biographie
Stanley Lubungo est né le 16 juin 1967 à Ndola en Zambie,, tout près de la frontière avec la République démocratique du Congo.
Il commence ses études religieuses à Kahangala en Tanzanie de 1988 à 1991. Il les continue en Suisse, à Fribourg en 1991-1992, puis à Ituri au Congo de 1992 à 1994, et les termine à Toulouse. C'est à Toulouse qu'il prononce le serment le 7 décembre 1996 et qu'il est ordonné prêtre le 2 août 1997. 
Pendant quelques années, le P. Lubungo est missionnaire au Congo. En même temps, il y devient conseiller provincial des Missionnaires d'Afrique (les « Pères blancs ») en 1998. De 2002 à 2004 Il fait une maîtrise en théologie dogmatique à l'Université pontificale grégorienne de Rome, avant de suivre une formation pour formateurs à Dublin en Irlande.  Il prend part ensuite à la formation des candidats de la société des missionnaires d'Afrique, à Abidjan, où il enseigne la théologie pendant sept ans, à l'Institut catholique missionnaire d'Abidjan,.
Il retourne ensuite en France en 2012 pour des études complémentaires, en théologie dogmatique, à Paris, et y entame un doctorat à l'Institut catholique de Paris,. Son doctorat porte sur l'engagement chrétien dans la transformation des sociétés ; il étudie notamment la théologie de Roger Schütz (Frère Roger de Taizé)]. En même temps, pendant trois ans, il est aumônier à la prison de Fleury-Mérogis. 
Stanley Lubungo devient en juillet 2015 provincial de la province de l'Afrique australe, comprenant le Malawi, l'Afrique du Sud, le Mozambique et la Zambie,.
Le P. Richard Baawobr, supérieur général, ayant été nommé évêque, la congrégation des Pères blancs élit le P. Lubungo à cette charge le 27 mai 2016. Parmi ses attributions, il est vice-chancelier de l'Institut pontifical d’études arabes et d'islamologie (PICAI) à Rome.
Gérard Chabanon, un de ses prédécesseurs, le juge « à la fois souriant, profond et spirituellement très solide ».